# Lindenbergia fengkaiensis
Lindenbergia fengkaiensis är en snyltrotsväxtart som beskrevs av R.H. Miau och Q.Y. Cen. Lindenbergia fengkaiensis ingår i släktet Lindenbergia och familjen snyltrotsväxter. Inga underarter finns listade i Catalogue of Life.